# Municipio de Polk (condado de St. Clair)
El municipio de Polk (en inglés: Polk Township) es un municipio ubicado en el condado de St. Clair en el estado estadounidense de Misuri. En el año 2010 tenía una población de 289 habitantes y una densidad poblacional de 3,04 personas por km².

## Geografía
El municipio de Polk se encuentra ubicado en las coordenadas 38°2′6″N 93°34′7″O / 38.03500, -93.56861. Según la Oficina del Censo de los Estados Unidos, el municipio tiene una superficie total de 94.93 km², de la cual 92,03 km² corresponden a tierra firme y (3,06 %) 2,9 km² es agua.

## Demografía
Según el censo de 2010, había 289 personas residiendo en el municipio de Polk. La densidad de población era de 3,04 hab./km². De los 289 habitantes, el municipio de Polk estaba compuesto por el 95,5 % blancos, el 1,04 % eran afroamericanos, el 2,77 % eran amerindios, el 0,35 % eran isleños del Pacífico y el 0,35 % eran de una mezcla de razas. Del total de la población el 2,77 % eran hispanos o latinos de cualquier raza.